# Aequidens michaeli
Aequidens michaeli är en fiskart som beskrevs av Kullander, 1995. Aequidens michaeli ingår i släktet Aequidens och familjen Cichlidae. Inga underarter finns listade i Catalogue of Life.